# Franka Lechner

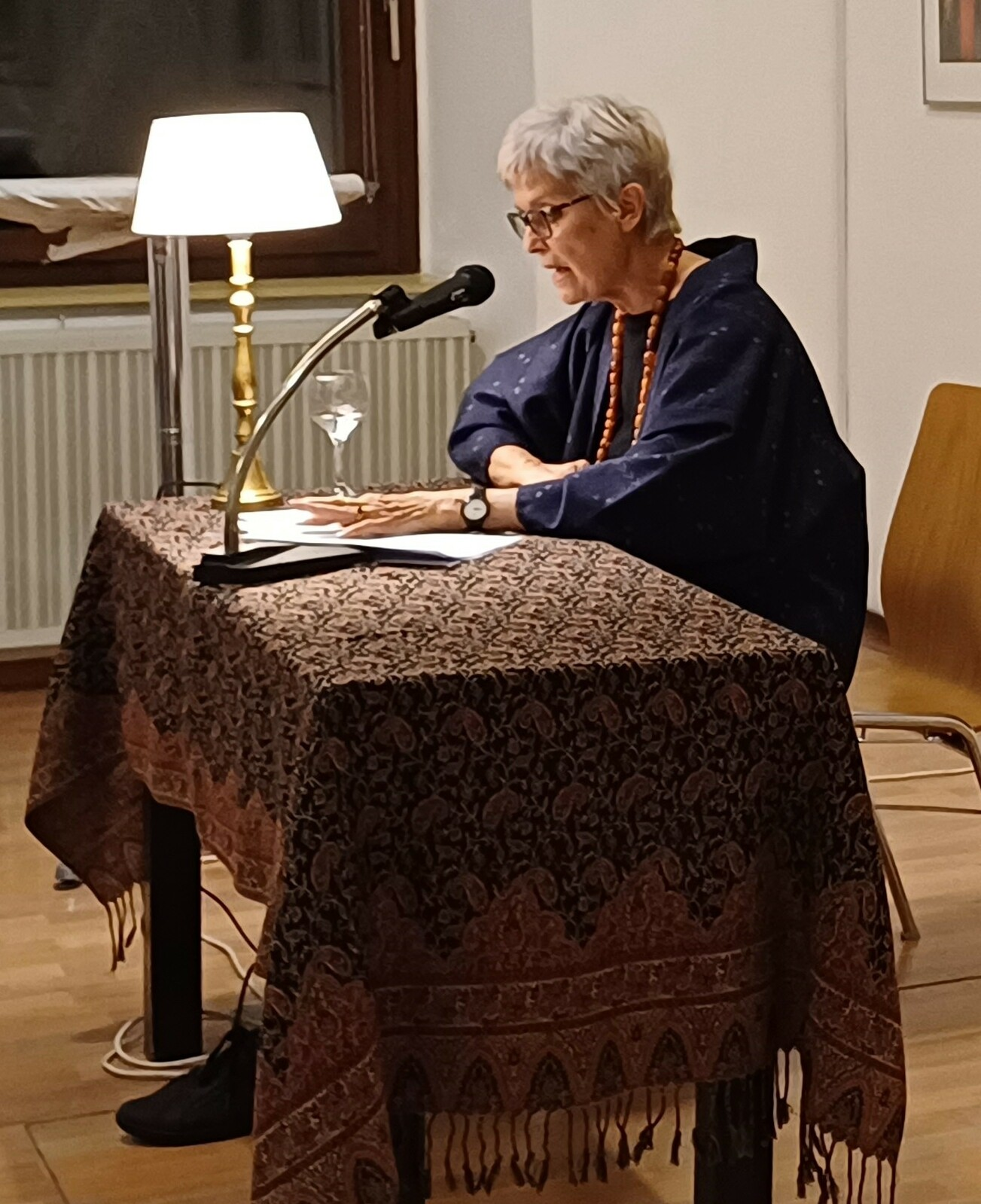
Franka Lechner, Zeitbrücke-Museum Gars am Kamp (2023)

Franka Lechner (* 20. Oktober 1944 in Wien) ist eine österreichische Künstlerin und Lyrikerin.

## Leben
Franka Lechner, geboren als Franka Becker, kam am 20. Oktober 1944 in Wien als Tochter des österreichischen Autors und Widerstandskämpfers Hans Sidonius Becker und seiner Frau der Ethnologin Etta Becker-Donner zur Welt. Bis zum Tod ihres als Diplomat tätigen Vaters Ende des Jahres 1948 verbrachte Lechner ihre Kindheit in Chile. Danach kehrte sie mit ihrer Mutter nach Wien zurück, besuchte dort die Schule und studierte Malerei an der Akademie der bildenden Künste Wien bei Sergius Pauser. Das Studium beendete sie nicht, da sie früh den Arzt Gerhard Lechner geheiratet hatte und Mutter von zwei Söhnen und einer Tochter wurde.
Um die Tapisserie als Möglichkeit des eigenen künstlerischen Ausdrucks zu verwenden, erhielt sie Inspiration durch eine Ausstellung im 20er Haus wo Friedensreich Hundertwasser den Teppich pissender Mann wob. Seit den 1970er Jahren arbeitet Lechner am Webstuhl und stellt ihre Tapisserien und Malereien aus. In den 1980er Jahren begann sie mit der Veröffentlichung lyrischer Werke, die in ihren Ausstellungskatalogen auch begleitend oder ergänzend zum bildnerischen Schaffen verstanden werden können.
Sie ist in zweiter Ehe mit dem österreichischen Komponisten HK Gruber verheiratet und lebt und arbeitet in Wien und Rosenburg am Kamp.

## Auszeichnungen
- 1989 Anerkennungspreis des Landes Niederösterreich für den Gedichtband Sand im Feuer
- 1999 Ehrenmedaille des Künstlerhauses Wien
- 2023 Niederösterreichischer Kulturpreis Würdigungspreis Bildende Kunst[5]

## Einzelausstellungen
- 1978 Museum für angewandte Kunst (Wien)
- 1982, 1988 Neue Galerie Wien
- 1991 Galerie Thurnhof, Horn
- 1992 Künstlerhaus Wien
- 2011 "Franka Lechner – Zeit-gleich / Zwischen-räume" im Schloss Grafenegg, Sommer 2011
- 2023 Landesgalerie Niederösterreich[5]

## Schriften
- Sand ist im Feuer. Weilburg-Verl., Wiener Neustadt 1985, ISBN 3-900100-33-0 (Bibliographischer Nachweis).
- Unterm Machandelbaum. Zwölf Gedichte & zwölf Bilder ; [Offsetlithographien, gedruckt in 4 - 7 Farben auf Tintoretto Bütten, Gedichte gedruckt auf Pergamenta]. Galerie & Edition Thurnhof, Horn 1991 (Bibliographischer Nachweis).
- Franka Lechner. [ausgewählte Gedichte]. Podium, Wien 2014, ISBN 978-3-902886-14-9 (Bibliographischer Nachweis).
- Im gelichteten Nebel. Gedichte. Edition Thurnhof, Horn 2016 (Bibliographischer Nachweis).
- Brief von Franka Lechner und Nali Gruber an Ernst Jandl. [Wien] (Bibliographischer Nachweis).